# Autostrada D7 (Czechy)
Autostrada D7 (cz. Dálnice D7) – planowana autostrada w Czechach, o długości 82 km. Droga połączy Pragę z Chomutovem.
Do końca 2015 roku planowano budowę trasy jako drogę ekspresową R7 (cz. Rychlostní silnice R7).

## Opłaty
Przejazd drogą jest płatny dla pojazdów o masie całkowitej przekraczającej 3,5 tony. Opłatę uiszcza się elektronicznie, poprzez specjalne urządzenie pokładowe („on-board unit”).